# Anna Hogenová
Anna Hogenová, roz. Tomanová, (* 23. října 1946 Fláje) je česká kinantropoložka, filosofka a profesorka působící na českých vysokých školách.

## Život
Narodila se v obci Fláje v Krušnohoří, dětství však prožila u svých prarodičů v Příbrami. Absolvovala gymnázium v Žatci, kde mezi její učitele patřili Zdeněk Svěrák či Karel Hlad. Právě Svěrákova výuka ji přiměla ke studiu českého jazyka. Studovala český jazyk a tělesnou výchovu na Fakultě tělesné výchovy a sportu UK, doktorské studium již absolvovala na Filozofické fakultě UK. V roce 1979 obhájila rigorózní práci na téma „Hodnota a skutečnost,“ roku 1985 obhájila kandidátskou disertaci „K teoretickým a ideologickým důsledkům podstatného ve fenomenologii E. Husserla a R. Carnapa“. V roce 1992 se habilitovala s prací „Poznání a fenomenologie.“ Na Univerzitě Palackého v Olomouci byla roku 2006 jmenována profesorkou kinantropologie. Přednášela na FTVS UK, Pedagogické fakultě UK a na Technické univerzitě v Liberci. Aktuálně působí na Husitské teologické fakultě UK, kde je i vedoucí katedry filosofie; též přednáší na Pražské vysoké škole psychosociálních studií.
V roce 1975 vstoupila do KSČ, což považuje za chybu; od roku 1989 není členkou žádné politické strany. Do roku 1989 přednášela na fakultě tělesné výchovy moderní filozofii a také předmět marxismus-leninismus, na podzim 1989 byla ovšem studenty zvolena do revolučního výboru.
Zabývá se zejména fenomenologií Martina Heideggera a Jana Patočky, etikou, pravdou (aletheia); dále tématy jako pohyb, tělo a tělesnost a filosofie sportu. Též pravidelně publikuje na webu Radia Universum, je pravidelným hostem podcastu OdZnova či pořadu Aby bylo jasno.

## Kritika
Hogenová byla několikrát kritizovaná za svá veřejná vystoupení, a to především v tématech Istanbulské úmluvy či války na Ukrajině. V rámci odborné veřejnosti je kritizována za určitou degradaci oboru filosofie. Vojtěch Kolman ve své stati „Žena za pultem filosofie. Hogenová místo života v pravdě nabízí život na chatě„ rozebírá veřejná vystupování Hogenové s tím, že akcentuje a kritizuje primární familiernost v jejím vystupování, a to na úkor filosofie jako vědní disciplíny. Věra Tydlitátová ve své eseji „Secondhand filosofie Anny Hogenové jako kýč, který přispívá k hloupnutí společnosti“ nazvala Hogenové vystupování jako „ezoterické kazatelství.“ Monika Le Fay přirovnává Hogenovou k „lidem, kteří proplouvají jakýmkoliv režimem, naskakují na vlnu, která je v módě a z níž mají výhody.“ Boris Cvek vnímá Hogenové vystupování jako osobní svědectví, doplněné o mystické pojmy. Petr Fischer vnímá veřejné vystupování Hogenové jako určité „majetnictví vědění,“ doplněné o přijatou roli „moudré ženy, filosofky.“

## Dílo

### Monografie a sborníky
Anna Hogenová je autorkou nebo spoluautorkou následujících odborných monografií a sborníků v oblasti filosofie:
- Etika a sport (2000)
- Areté: základ olympijské filozofie (2001)
- Kvalita života a tělesnost (2002)
- K filosofii výkonu (2005)
- K fenoménu pohybu a myšlení (2006)
- Jak pečujeme o svou duši (2008)
- Starost o duši (2009)
- Éthos ve výchově, umění a sportu (2009)
- K fenoménu sebepoznání (2010)
- Imaginace ve výchově, umění a sportu (filosofická reflexe) (2010)
- Fenomenologie - řeč - média (2010)
- Jan Hus - pravda - fenomenologie (2010)
- Médium - pohyb - skutečnost (2011)
- Čas jako problém (2011)
- Česká vzdělanost v Evropě I. (2011)
- Smysl, cíl a účel v výchově, umění a sportu (2012)
- K věci samé (2012)
- Vnímání krajiny (2012)
- Česká vzdělanost v Evropě II. (2012)
- Filosofický příspěvek k metodologii (2013)
- Dialog ve výchově, umění a sportu (2013)
- Fenomén domova (2013)
- Česká vzdělanost v Evropě III. (2013)
- Ontologie a onticita (2014)
- K Husserlovým pasivním syntézám (2014)
- Nesmíme pospíchat (2014)
- Neviditelné inspirace (2014)
- Čas ve výchově, umění a sportu (2014)
- Čas a sebepoznání (2014)
- Intencionalita a fenomenologie (2015)
- Fenomenologie a postmoderna (2015)
- Bytí a rozumění (2016)
- K dnešku (2016)
- K fenoménu "die Machenschaft" (2016)
- Život z vlastního pramene (2017)
- K rozhovoru se sebou samým (2017)
- Nahodilost ve výchově, umění a sportu (2017)
- Současnost, dějiny, fenomenologie (2017)
- Logos ve výchově, umění a sportu (2018)
- Tekutá doba a úkol myšlení (2018)
- Předobjednaná budoucnost (2018)
- Velké příběhy jako zdroj duchovní inspirace (2019)
- Ontologická nouze a dnešek (2019)
- Žít z vlastního pramene (2019)
- Potřebuje v planetární době filosofie vědu, či věda filosofii? (2020)
- K fenoménu celku v planetární době (2020)
- Filosofie a dějiny (2021)
- K fenoménu těla a zdraví (2021)
- Povídání Anny Hogenové s Bárou Nesvadbovou (2021)
- K myšlení myšleného (2021)
- Když dvě věci jsou totéž (2022)
- K fenoménu soupatření, nikoli k soupeření (2022)
- Lidská práva: Zprava i zleva (2023)